# Marco Jentzsch
Marco Jentzsch (geboren in Potsdam) ist ein deutscher Opernsänger, der sich zunehmend den Partien eines Heldentenors widmet.

## Leben und Werk
Marco Jentzsch studierte Sozialpädagogik und arbeitete danach zehn Jahre lang in einem Rehabilitationszentrum. Auf Anraten einer Arbeitskollegin nahm er ab 2002 Gesangsunterricht bei Els Bolkestein (1932–2021). Er gewann den Gesangswettbewerb in Rheinsberg und debütierte 2004 dort als Tamino in Mozarts Zauberflöte. Er setzte sein Gesangsstudium bei Irmgard Hartmann-Dressler (1924–2013) an der Hochschule der Künste in Berlin fort. 2005 ging er in sein erstes Festengagement an das Theater Erfurt, 2006 dann für zwei Spielzeiten an die Staatsoper Hannover. 2009 debütierte er in Köln, in der Folge auch an der Komischen Oper in Berlin, 2010 an der Nederlandse Opera in Amsterdam und am Teatro alla Scala in Mailand, 2011 beim Glyndebourne Festival. Er gastierte weiters an der Hamburgischen Staatsoper, an der Oper Köln und der Oper Leipzig, in Tel Aviv, Zürich und Basel, am Hessischen Staatstheater in Wiesbaden und an der Dresdner Semperoper. Ende der 2010er Jahre erfolgten Rollendebüts an der Volksoper Wien (in der Titelpartie von Offenbachs Hoffmanns Erzählungen), am Stadttheater Klagenfurt (als Tannhäuser) und am Musiktheater Linz (im September 2020 als Florestan in Beethovens Fidelio). Den Florestan hätte er eigentlich erstmals bei den Schweriner Schlossgartenfestspielen übernehmen sollen, doch wurde die Aufführungsserie COVID-19-bedingt abgesagt. Anfang November 2021 sang er am Hessischen Staatstheater Wiesbaden erstmals den Tristan, dirigiert von Michael Güttler, inszeniert von Uwe Eric Laufenberg in Bühnenbildern von Rolf Glittenberg. Seine Partnerin als Isolde war Barbara Haveman. Es folgt eine komplette Produktion des Ring des Nibelungen, beginnend mit dem Rheingold am Theater Bern, wo er den Loge verkörpern wird.
Er sang unter Leitung von Dirigenten wie Daniel Barenboim, Zubin Mehta und Markus Poschner.

## Rollenspektrum
Jentzsch wollte ursprünglich Bariton-Partien (und somit Bösewichte) übernehmen, doch seine erste Gesangslehrern, Els Bolkestein, war fest von seinen tenoralen Fähigkeiten überzeugt. Er begann als lyrischer Tenor und mit Mozart, als Tamino und Belmonte, sang zuerst Operette, Belcanto und jugendliche Wagner-Rollen.
Dem Steuermann im Fliegenden Holländer folgte 2009 in Köln der Stolzing in den Meistersingern von Nürnberg, eine Partie, die er danach auch an der Komischen Oper Berlin und 2011 beim Glyndebourne Festival verkörperte. Es folgten 2010 der Erik im Fliegenden Holländer (in Amsterdam), wenig später der Froh im Rheingold (in Mailand und Berlin), die Titelpartien in Parsifal und im Lohengrin. Der Herbst 2021 ist zwei bedeutenden Wagnerrollen-Debüts gewidmet, dem Tristan in Tristan und Isolde (in Wiesbaden) und dem Loge im Rheingold (in Bern).
Auch in Werken anderer Komponisten ist sein Zug ins Heldenfach deutlich erkennbar. Er begann lyrisch als Edgardo in Donizettis Lucia di Lammermoor, es folgte das Zwischenfach, die Titelpartie in Brittens Peter Grimes oder der Alviano in Schreiers Gezeichneten, weiters der Tambourmajor in Bergs Wozzeck. Bereits vollends im Fach des Jugendlichen Heldentenors situiert sind – neben Lohengrin und Parsifal – der Max im Weber'schen Freischütz und der Bacchus in der Strauss'schen Ariadne auf Naxos. Parallel zu seiner Opernarbeit pflegte der Sänger aber kontinuierlich die sogenannt leichte Muse. In Operetten der silbernen Ära war und ist er im sogenannten Richard-Tauber-Fach tätig, als Camille de Rosillion in Lehárs Lustiger Witwe, als Graf Tassilo von Endrödy-Wittemburg in Kálmáns Gräfin Mariza und als Prinz Sou-Chong im Land des Lächelns, auch als Sándor Barinkay oder Dr. Otto Siedler.

## Auszeichnung
- 2003 und 2004 Internationaler Gesangswettbewerb Kammeroper Schloss Rheinsberg
- 2006 Emmerich Smola Förderpreis